# Nyssia langei
Nyssia langei är en fjärilsart som beskrevs av Harrison 1910. Nyssia langei ingår i släktet Nyssia och familjen mätare. Inga underarter finns listade i Catalogue of Life.